# Nelson Miles
Nelson Appleton Miles (né le 8 août 1839 à Westminster dans le Massachusetts et mort le 15 mai 1925 à Washington) est un général américain qui a servi pendant la guerre de Sécession, les guerres indiennes et la guerre hispano-américaine.

## Biographie

### Guerre de Sécession

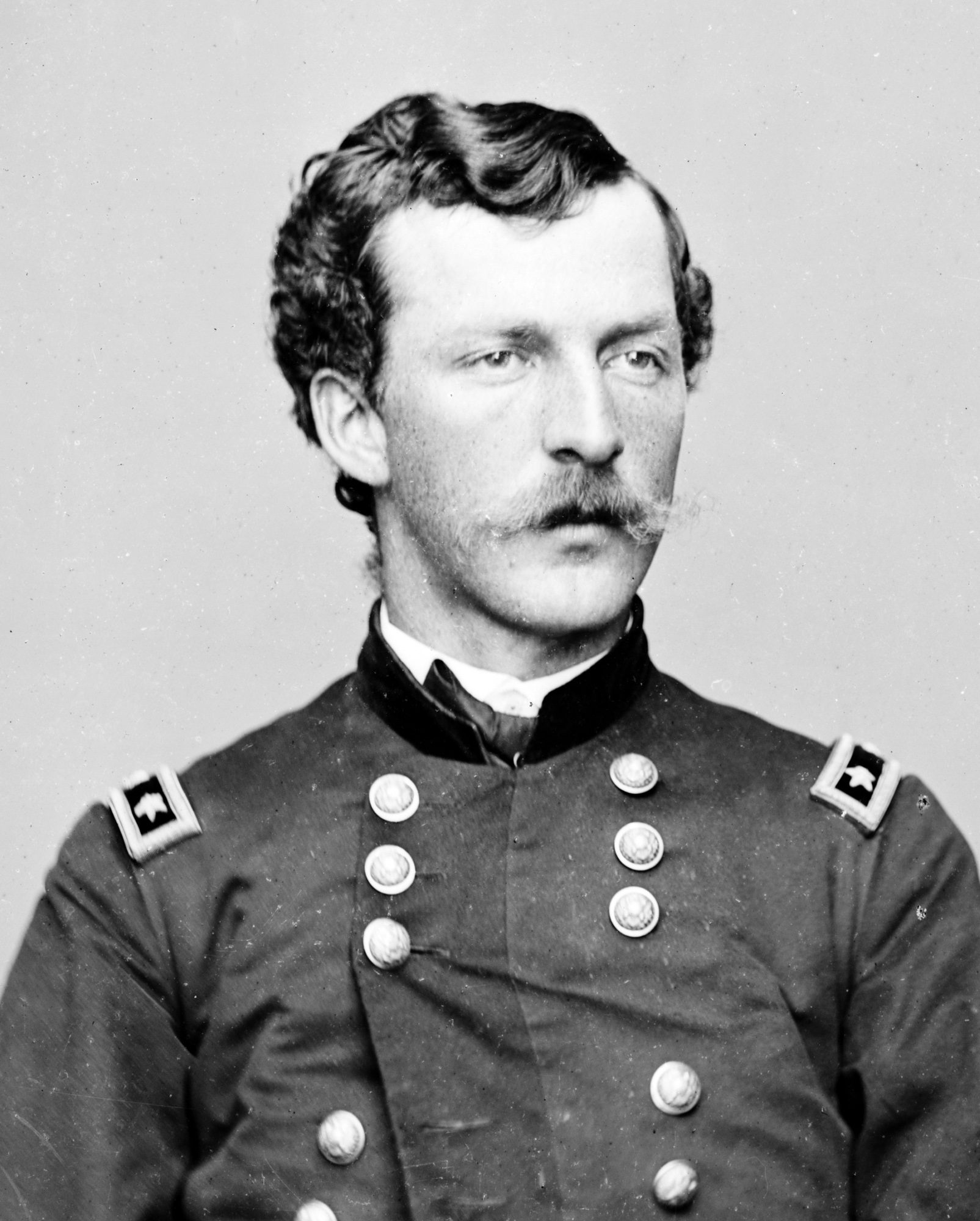
Nelson Miles au temps de la guerre de Sécession.

Au moment où éclate la guerre de Sécession, il travaille dans une boutique de faïence de Boston. Il s'engage alors dans l'Armée de l'Union le 9 septembre 1861 comme volontaire et participe à de nombreuses batailles cruciales.
Il devient lieutenant dans le 22e régiment d'infanterie des volontaires du Massachusetts, puis est nommé lieutenant-colonel du 61e régiment d'infanterie des volontaires de New York le 31 mai 1862. Il est promu au grade de colonel après la bataille d'Antietam. Il participe à d'autres batailles dont celles de Fredericksburg et Chancellorsville et prend part à la campagne d'Appomattox. Blessé quatre fois dans les combats (il a été blessé au cou et à l'abdomen à Chancellorsville), il reçoit le grade honorifique (le 2 mars 1867) de général de brigade dans l'armée régulière, en reconnaissance de ses actes à Chancellorsville, et le brevet de major général pour Spotsylvania Court House. Il reçoit la Medal of Honor le 23 juillet 1892 pour sa bravoure à Chancellorsville. Il a été nommé général de brigade des volontaires le 12 mai 1864, pour les batailles de la Wilderness et Spotsylvania Court House. Le 21 octobre 1865, il est nommé major général des volontaires à l'âge de 26 ans. Après la guerre, il est commandant de Fort Monroe en Virginie, où l'ancien président confédéré Jefferson Davis est retenu prisonnier. Pendant son mandat à Fort Monroe, Miles est obligé de se défendre contre les accusations de maltraitance de Davis.

### Guerres indiennes
En mars 1869, il devient commandant du 5e régiment d'infanterie. Le 30 juin 1868, il épouse Mary Hoyt Sherman, nièce de William Tecumseh Sherman.
Miles joue un rôle de premier plan dans pratiquement toutes les campagnes de l'armée contre les tribus amérindiennes des Grandes Plaines. En 1874-1875, il est l'un des commandants de l'armée qui vainc la coalition des Kiowas, des Comanches, et des Cheyennes du Sud le long de la rivière Rouge. Entre 1876 et 1877, il participe à la campagne des plaines du Nord, après la défaite du lieutenant-colonel George Armstrong Custer à la bataille de Little Bighorn et force les Lakotas et leurs alliés a revenir dans leurs réserves. Durant l'hiver 1877, il conduit ses troupes dans le Montana et intercepte les Nez-Percés menés par Chef Joseph. Durant le reste de sa carrière, Miles se querella avec le général Oliver O. Howard pour le crédit de la capture de Joseph.
En 1886, Miles remplace le général George Crook en tant que commandant des forces de l'Arizona lors des guerres contre Geronimo. Crook avait beaucoup compté sur les éclaireurs apaches pour capturer le guerrier chiricahua. En revanche, Miles s'appuie sur les troupes blanches, qui ont finalement parcouru 4 800 km sans succès, traversant les tortueuses Sierra Madre Mountains. Finalement, il confie au lieutenant Charles B. Gatewood, qui a étudié les Apaches, la mission de négocier un accord avec eux, leur promettant de les laisser revenir sur leurs terres après deux ans de réserve en Floride. Geronimo est d'accord sur ces termes. Une fois Geronimo revenu, tous les Apaches y compris ceux qui servirent d'éclaireurs furent expédiés en Floride. Au cours de cette campagne, l'unité de transmission spéciale de Miles a beaucoup utilisé l'héliographie qui put faire ses preuves dans le domaine. L'unité de signaux spéciaux était sous le commandement du capitaine W. A. Glassford. En 1888, Miles devient le commandant de la division militaire du Pacifique et du département de Californie.
En avril 1890, Miles est promu au grade de major général dans l'armée régulière et devient commandant de la division militaire du Missouri (en). Cette même année, la dernière résistance majeure des Sioux Lakotas, connue sous le nom de Ghost Dance, conduit Miles à retourner sur le terrain. Ses efforts pour soumettre les Sioux conduisent à la mort de Sitting Bull et le massacre d'environ 300 Sioux, femmes et enfants compris, à Wounded Knee, le 29 décembre 1890. Miles n'était pas directement impliqué à Wounded Knee et a critiqué le commandant. Juste deux jours après l'événement, Miles écrit à sa femme, décrivant Wounded Knee comme « la bavure militaire criminelle la plus abominable et un horrible massacre des femmes et des enfants ». Après sa retraite de l'armée, il milite pour le paiement de compensations pour les survivants du massacre. Dans l'ensemble, il estime que les États-Unis devraient avoir autorité sur les Amérindiens, avec les Lakotas sous contrôle militaire.

### Guerre hispano-américaine
En sa qualité de commandant du département de l'Est de 1894 à 1895, Miles commande les troupes mobilisées pour réprimer les émeutes de la grève Pullman. Il est nommé commandant général de l'armée des États-Unis en 1895, un poste qu'il occupe au cours de la guerre hispano-américaine. Miles commande les forces sur des sites cubains tels que Siboney.
Après la capitulation de Santiago de Cuba par les Espagnols, il dirige personnellement l'invasion de Porto Rico. Il est le premier chef du gouvernement militaire établi sur l'île, agissant en tant que chef de l'armée d'occupation et administrateur des affaires civiles.
À son retour aux États-Unis, Miles critique violemment l'intendant de l'armée pour avoir fourni de la viande en conserve rance aux troupes sur le terrain lors de ce qu'on a appelé le scandale de la viande de l'Armée.
Il est promu au grade de lieutenant-général en 1900 en récompense de ses services.
Miles prend sa retraite de l'armée en 1903 après avoir atteint l'âge de la retraite obligatoire de 64 ans. Un an plus tard, à la Convention nationale démocrate, il reçoit une poignée de votes. Après sa retraite, le bureau du commandant général de l'armée des États-Unis a été aboli par une loi du Congrès et le système de chef d'état-major a été introduit.
Lorsque les États-Unis entrent dans la Première Guerre mondiale en 1917, Miles, alors âgé de 77 ans offre de reprendre du service, mais le président Wilson le lui refuse.
Miles meurt en 1925 à l'âge de 85 ans d'une crise cardiaque alors qu'il accompagnait ses petits-enfants au cirque. Il était l'un des derniers officiers généraux de la guerre civile à mourir. Il est enterré au cimetière national d'Arlington, dans le mausolée Miles. C'est l'un des deux seuls mausolées dans les limites du cimetière.